# معامل بريويت

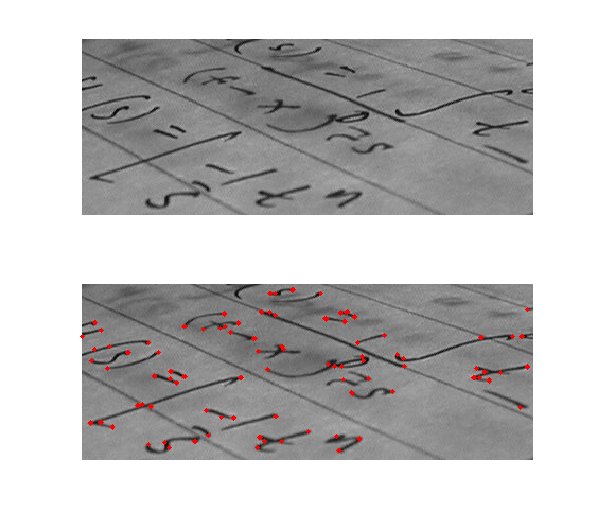
صورة نتيجة لمعامل بريويت باستخدام لغة برمجة ماتلاب

معامل بريويت يستخدم في معالجة الصور، لا سيما في خوارزميات كشف الحواف. من الناحية الفنية، هي عبارة عن مشغل فرق محدود، يحسب تقريبًا تدرج كثافة (Image gradient) الصورة. في كل نقطة في الصورة، تكون نتيجة معامل بريويت إما نقل التدرج المقابل أو معادلة هذا المتجه. يعتمد مُعامل بريويت على دمج الصورة بفلتر صغير ذي قيمة، يمكن فصله، وضبطه في الاتجاهات الأفقية والرأسية، وبالتالي فهو غير مكلف نسبيًا من حيث العمليات الحسابية مثل معامل سوبل (Sobel operator) و كيالي. ومن ناحية أخرى، يكون تقريب الانحدار الذي ينتجه نسبي، خاصة بالنسبة للتغيرات عالية التردد في الصورة. تم تطوير معامل بريويت بواسطة جوديث بريويت.